# Église du Sacré-Cœur de Vesoul
Pour les articles homonymes, voir église du Sacré-Cœur.
L'église du Sacré-Cœur de Vesoul, également appelée église du Boulevard, est une église catholique de style néo-byzantin située dans le quartier du Boulevard à Vesoul, dans la Haute-Saône.
L'édifice a été classée « Patrimoine du XXe siècle » le 10 octobre 2014.

## Histoire

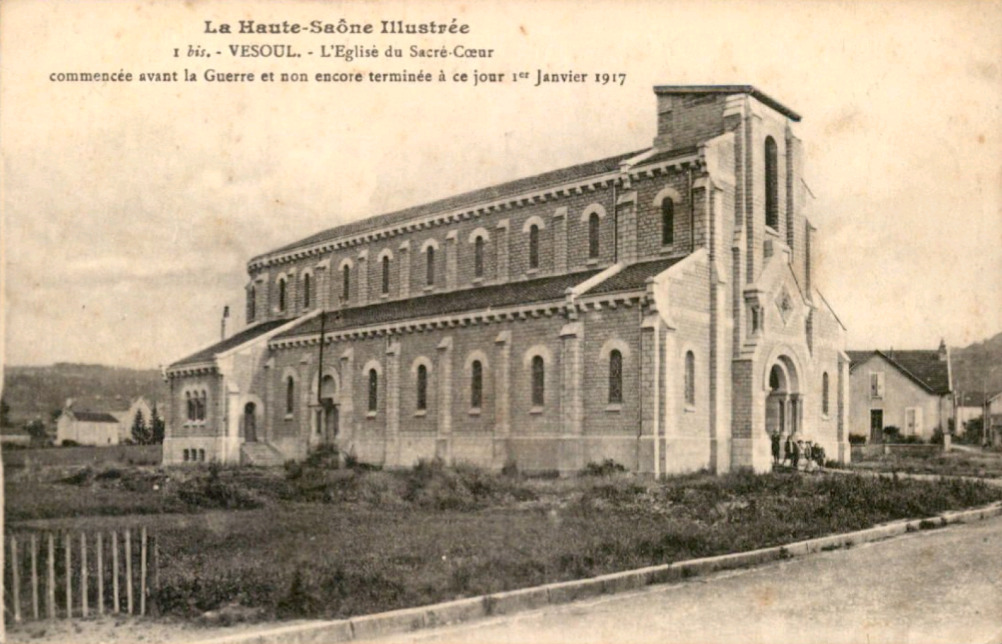
Carte postale de l'église datée de 1917. Le clocher n'était pas encore construit

Le bâtiment est construit dès 1913 puis béni le 21 juin 1914. En raison de la Première Guerre mondiale, sa construction est retardée. Le clocher est finalement édifié en 1922,.
L'architecte de l'église est Eugène Guillemot et l'entrepreneur M. Melk, père de l'aviatrice Suzanne Melk.
L'église est ouverte au culte tous les jours. Des messes régulières y sont célébrées les lundis et vendredis. L'église est rattachée à la paroisse Notre-Dame-de-la-Motte, qui appartient au doyenné des plateaux de Vesoul.

## Localisation de l'église
L'église du Sacré-Cœur s'élève au numéro 15 de la rue Jules Ferry, dans le quartier dit du Boulevard. Cette église se trouve à côté de l'ancien cinéma de Vesoul, qui initialement s'appelait le « Stella » lorsqu'il appartenait à la paroisse et qui devenu plus tard le « Cinéma Club ». L'édifice se trouve à une altitude de 222 mètres.

## Mobilier
L'église abrite deux tableaux des peintres Pascal Dagnan-Bouveret et Jules-Alexis Muenier. Ces oeuvres ont été inaugurées le 2 mai 1921 en présence des deux artistes et de l'Archevèque de Besançon.

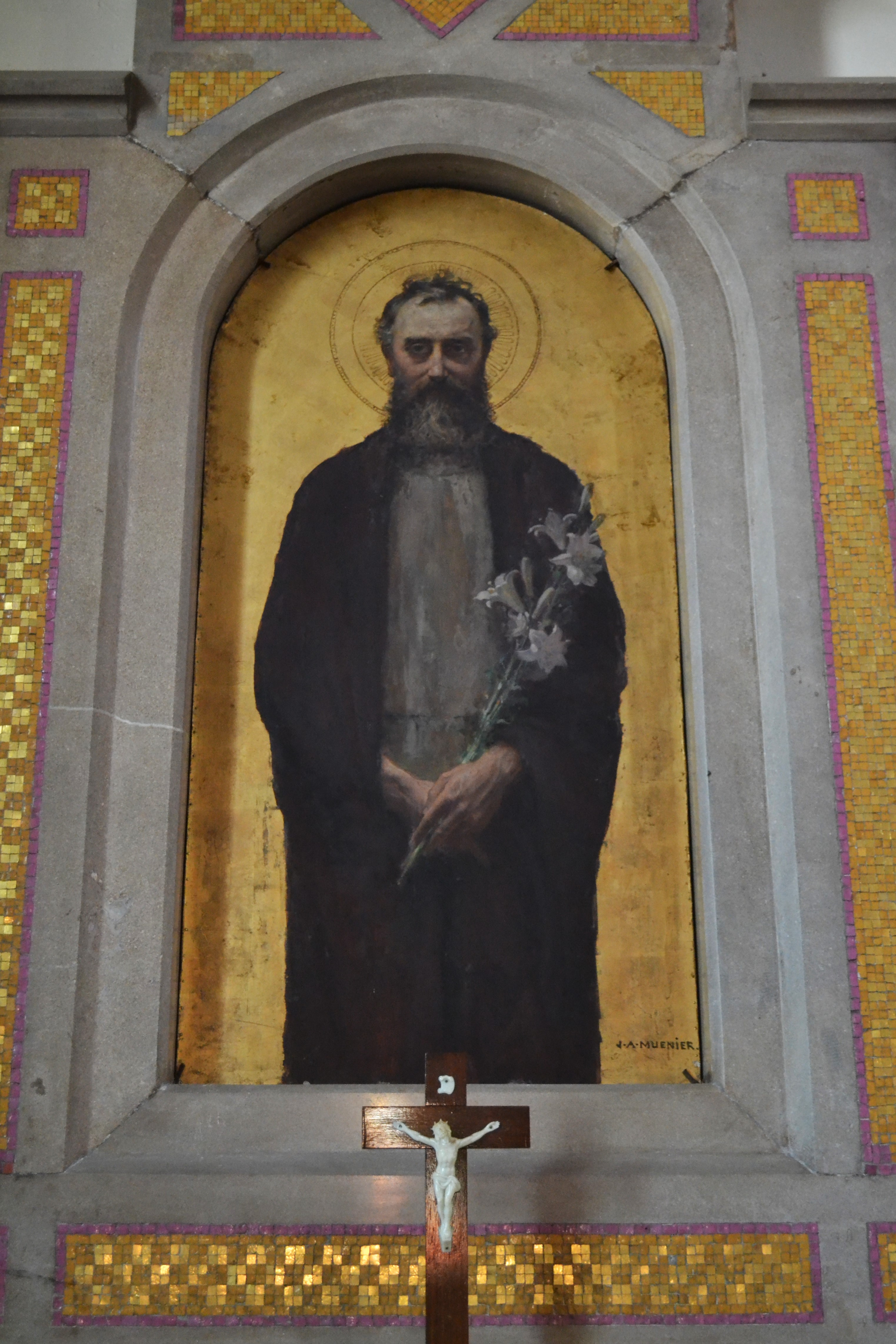
Jules-Alexis Muenier, Saint Joseph, vers 1920
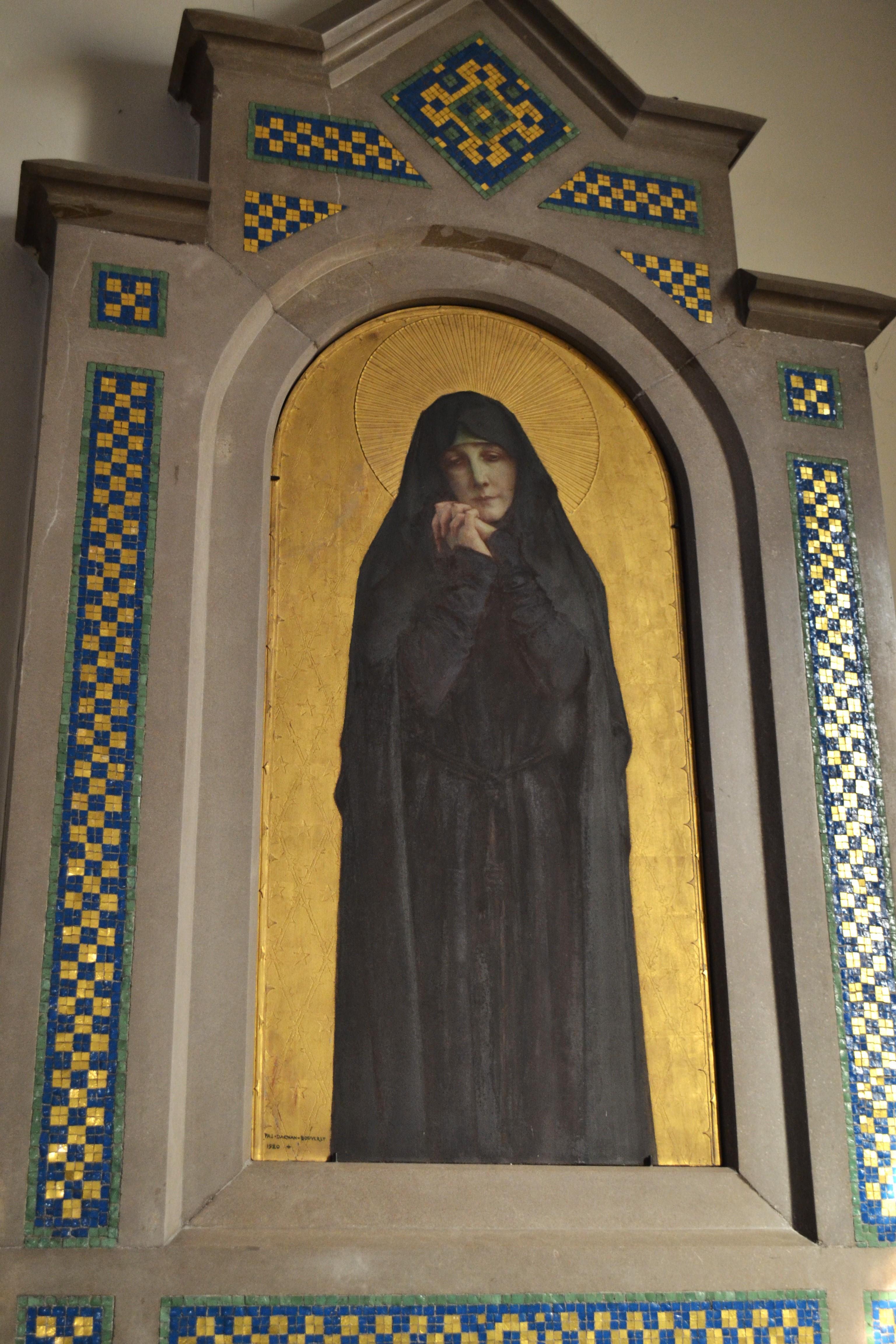
Pascal Dagnan-Bouveret, Mater Dolorosa, 1920

## Images

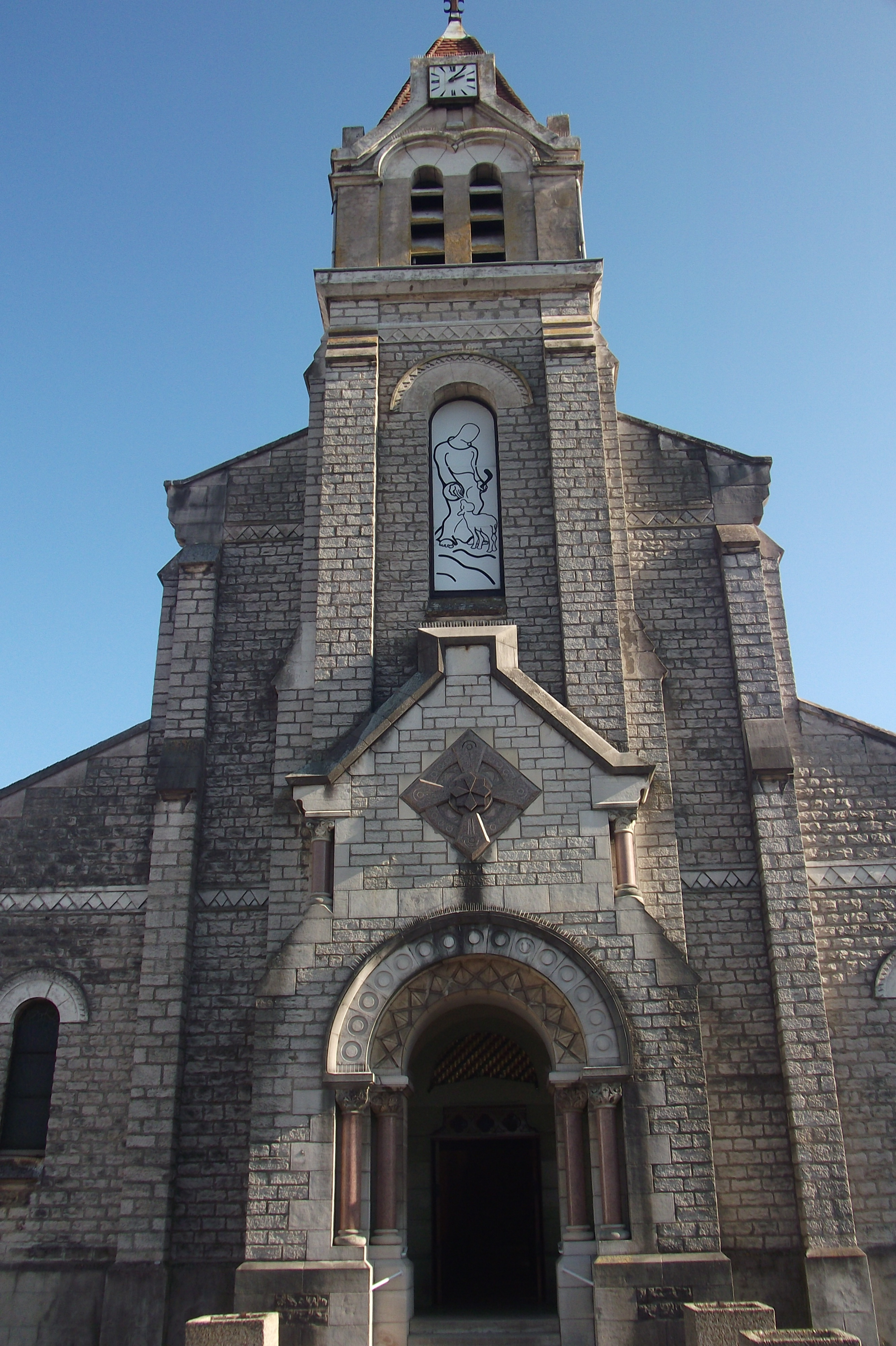
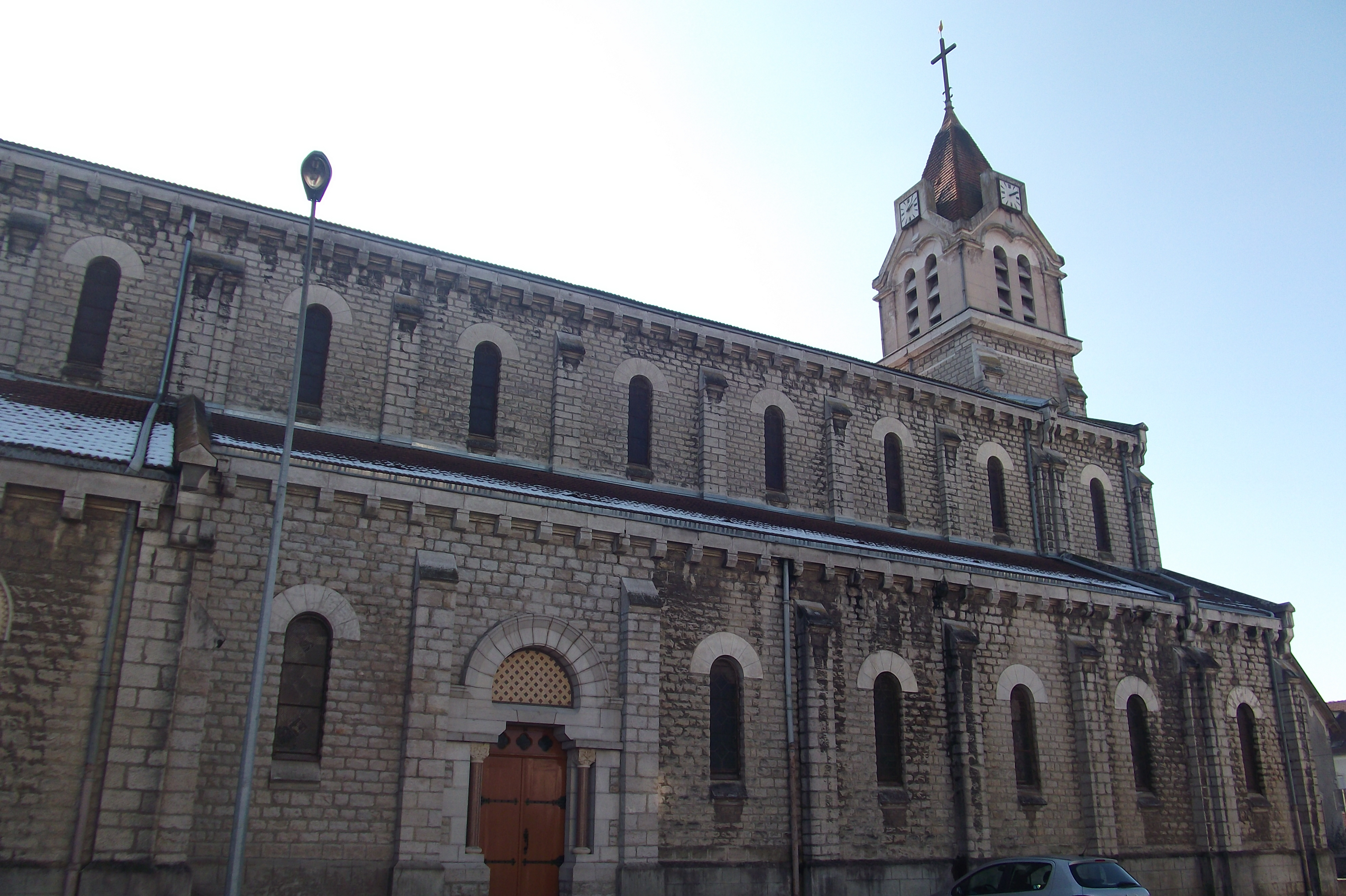
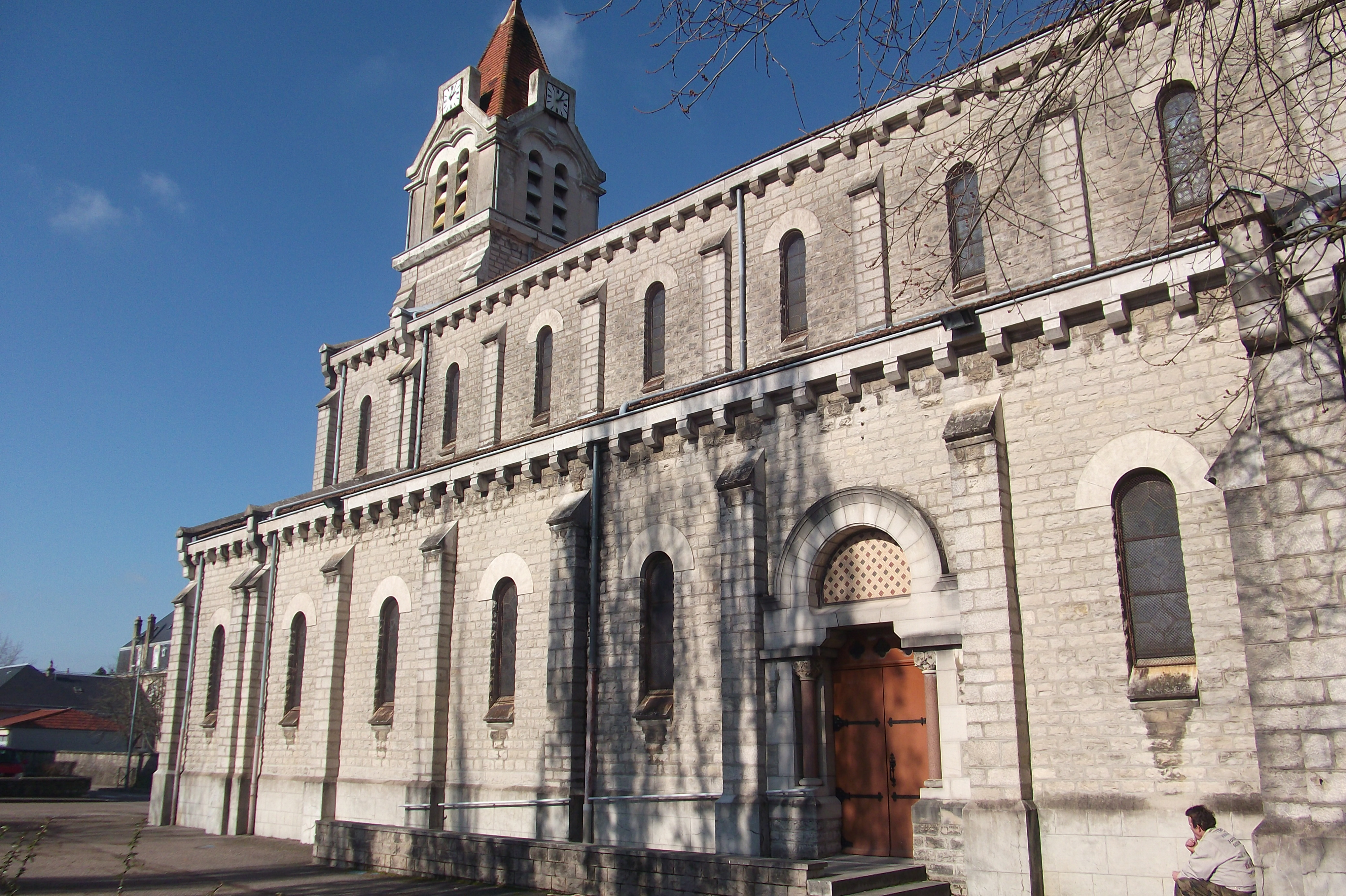